# Jamie Woon
Jamie Woon (født 29. marts 1983) er en soul/R&B/dubstep-sanger fra Storbritannien.